# Osas Ehigiator
Osas Ehigiator (Siviglia, 30 ottobre 1999) è un cestista spagnolo.